# 有翼獨角獸
有翼獨角獸是一種同時有飛馬的翅膀和獨角獸的角的虛構馬。它沒有專門的名稱，但在文學和媒體中常被稱為拉丁語中代表「獨角獸的角」的一詞，又或是飛馬和獨角獸的合成詞。中文世界有人將其稱為「獨角飛馬」、「天角獸」或「空角獸」。

## 相冊

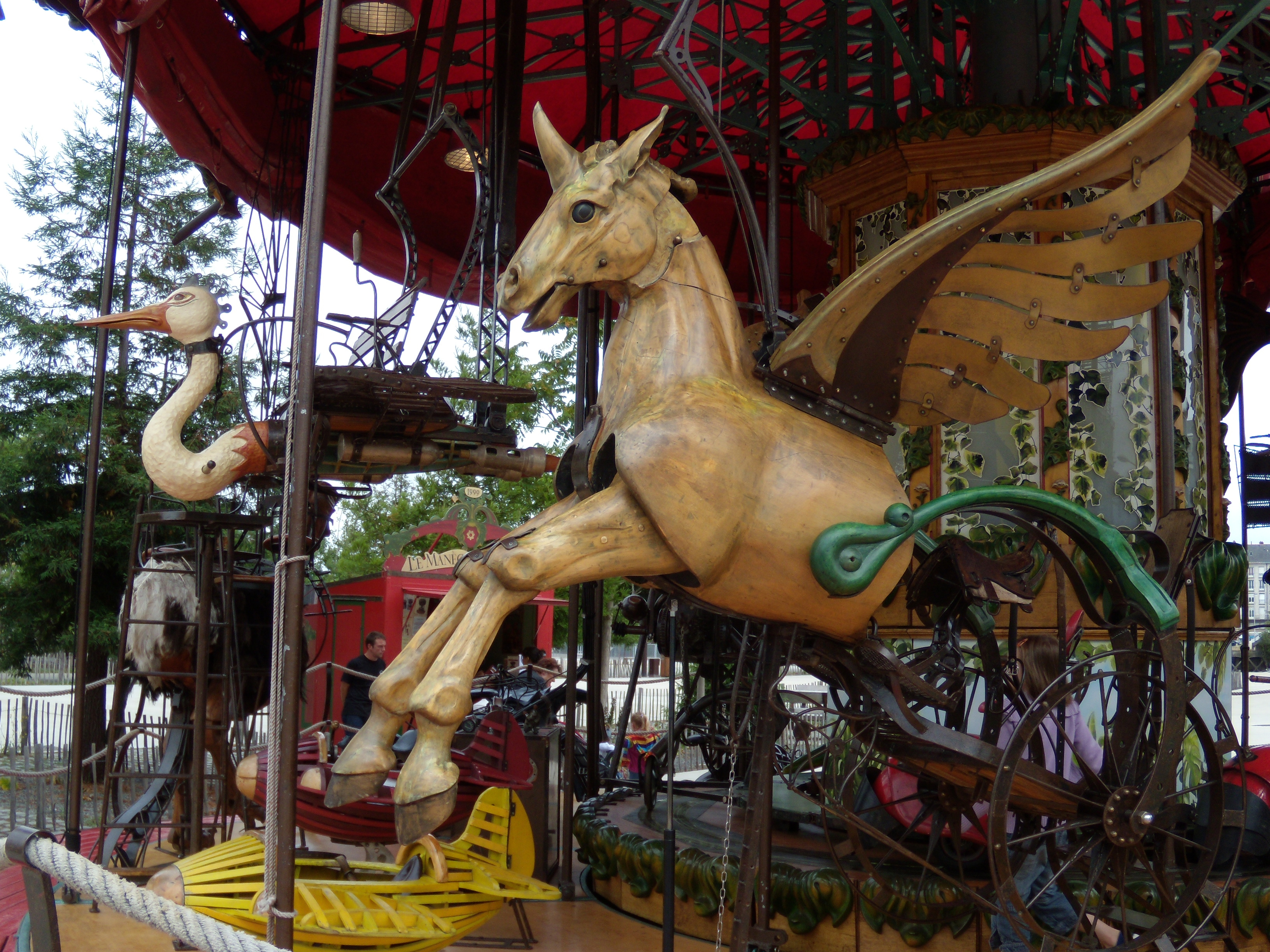
在Manège d'Andréa的一隻有翼獨角獸
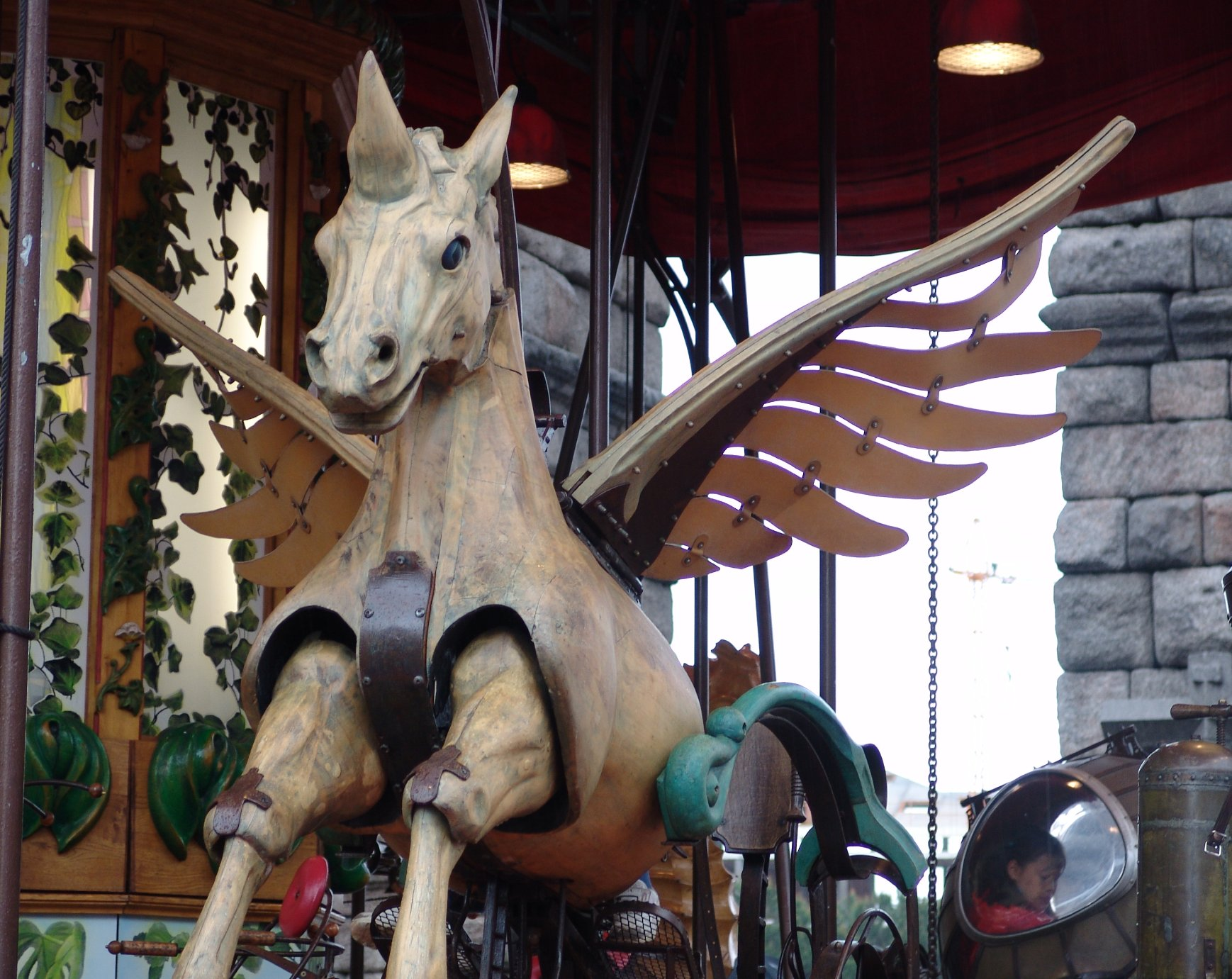